# آمارجیت سوهی
آمارجیت سوهی (انگلیسی: Amarjeet Sohi؛ زادهٔ ۸ مارس ۱۹۶۴) یک سیاست‌مدار است. او وزیر زیر ساخت و محلات کانادا است.